# Jan Wojtyga
Jan Wojtyga (ros. Ян Янович Войтыга; ur. 1894 w Krakowie, zm. 21 sierpnia 1937) – działacz komunistyczny, redaktor „Głosu Komunisty”, „Żołnierza Polskiego”, „Przeglądu Komunistycznego”. Funkcjonariusz GPU i NKWD w Moskwie, Kijowie i Charkowie w latach 1926–1937.

## Życiorys
Członek Polskich Drużyn Strzeleckich. W latach 1913–1916 przebywał w więzieniu. Po rewolucji lutowej znalazł się w Moskwie, gdzie podjął pracę w redakcji „Echa Polskiego”. Członek PPS – Frakcji Rewolucyjnej i Rewolucyjnego Czerwonego Pułku Warszawskiego.
Od 1918 roku członek Rosyjskiej Komunistycznej Partii (bolszewików), a od 1919 roku moskiewskiej grupy Komunistycznej Partii Robotniczej Polski. Od marca 1919 do lipca 1919 roku dowódca plutonu artylerii, od sierpnia do grudnia 1919 roku komisarz 2. baterii 2. dywizjonu artylerii lekkiej Zachodniej Dywizji Strzelców. Od stycznia do lipca 1920 roku był kierownikiem sekcji polskiej Wydziału Redakcyjno-Wydawniczego Biura Zakordonowego Rady Wojskowo-Rewolucyjnej 12. Armii, a następnie na stanowisku referenta Biura Polskiego Komitetu Centralnego Komunistycznej Partii (bolszewików) Ukrainy do spraw jeńców wojennych.
Członek redakcji „Głosu Komunisty”, „Żołnierza Polskiego”, „Przeglądu Komunistycznego”. Członek kolegium wydawnictwa Wydziału Polskiego Zarządu Politycznego Frontu Południowo-Zachodniego. Piastował stanowisko kierownika Wydziału Wydawniczego Biura Polskiego Komitetu Centralnego Rosyjskiej Komunistycznej Partii (bolszewików). W latach 1921–1923 pełnił funkcję sekretarza redakcji „Trybuny Komunistycznej”, równocześnie sekretarz delegacji sowieckiej w rosyjsko-ukraińsko-polskiej komisji mieszanej do spraw repatriacji. Studiował w Instytucie Dziennikarstwa.
W 1924 roku wrócił do Polski, gdzie pod pseudonimem 'Mieczysław Przetorski' zaangażował się w prace Komitetu Okręgowego Komunistycznej Partii Robotniczej Polski Górnego Śląska. W tym samym roku został aresztowany w Katowicach i skazany na 2 lata więzienia. W 1926 roku powrócił do ZSRR. Do śmierci funkcjonariusz  GPU i Komisariatu Ludowego Spraw Wewnętrznych ZSRR w Moskwie, Kijowie i Charkowie. Aresztowany 14 maja 1937 roku pod zarzutem "uczestnictwa w kontrrewolucyjnej organizacji terrorystycznej", skazany na śmierć i rozstrzelany 21 sierpnia 1937 roku. Pochowany na Cmentarzu Dońskim. Zrehabilitowany 4 kwietnia 1956 roku przez Kolegium Wojskowe Sądu Najwyższego ZSRR, jako ofiara represji stalinowskich.